# Gianni Giacomini
Gianni Giacomini (ur. 18 sierpnia 1958 w Cimadolmo) – włoski kolarz szosowy, złoty medalista mistrzostw świata.

## Kariera
Największy sukces w karierze Gianni Giacomini osiągnął w 1979 roku, kiedy zdobył złoty medal w wyścigu ze startu wspólnego amatorów podczas mistrzostw świata w Valkenburgu. W zawodach tych wyprzedził bezpośrednio Polaka Jana Jankiewicza oraz Bernda Drogana z NRD. Był to jednak jedyny medal wywalczony przez Giacominiego na międzynarodowej imprezie tej rangi. Ponadto wspólnie z kolegami z reprezentacji zdobył złoty medal w drużynowej jeździe na czas na mistrzostwach świata juniorów w 1976 roku. Wygrał także między innymi Coppa Mobilio Ponsacco – Linea w 1978 roku, GP di Poggiana w 1979 roku, Giro del Belvedere rok później oraz Giro di Basilicata w 1982 roku. W 1980 roku wystąpił na igrzyskach olimpijskich w Moskwie, gdzie był osiemnasty w wyścigu ze startu wspólnego i piąty w drużynowej jeździe na czas. Jako zawodowiec startował w latach 1981-1983.

## Najważniejsze zwycięstwa i sukcesy
- 1979
  - mistrzostwo świata amatorów w wyścigu ze startu wspólnego
- 1980
  - 18. igrzyska olimpijskie w Moskwie